# Nationellt forum
Nationellt forum (georgiska: ეროვნული ფორუმი, erovnuli porumi) är ett georgiskt regeringsparti som ingår i den regerande koalitionen Georgiska drömmen. Partiet bildades den 15 december 2006 av den tidigare diplomaten Kacha Sjartava. Kacha är son till den abchaziske politikern Zjiuli Sjartava som mördades år 1993. Flera veteraner inom den georgiska politiken hör till partiet, såsom Revaz Sjavisjvili, Irakli Melasjvili och Gubaz Sanikidze. Inför parlamentsvalet i Georgien år 2012 ingick partiet i Bidzina Ivanisjvilis koalition Georgiska drömmen. Resultatet blev att partikoalitionen vann valet och att Nationellt forum fick en ministerpost i regeringen Ivanisjvili.